# Élections fédérales canadiennes de 1962
L'élection fédérale canadienne de 1962 se déroule le 18 juin 1962 afin d'élire les députés de la 25e législature à la Chambre des communes du Canada. Il s'agit de la 25e élection générale depuis la confédération canadienne de 1867. Lors du déclenchement de l'élection, le Parti progressiste-conservateur du Canada, dirigé par John Diefenbaker, avait gouverné pendant quatre ans avec la majorité parlementaire la plus importante aux communes dans l'histoire du Canada jusqu'alors. Le gouvernement Diefenbaker avait introduit des réformes aux programmes sociaux, une Déclaration canadienne des droits, et d'autres changements.
L'élection réduit les tories à un mince gouvernement minoritaire en raison des difficultés économiques comme un haut taux de chômage et un dollar canadien en perte de valeur, ainsi que des décisions impopulaires comme l'annulation de l'Avro CF-105 Arrow. Malgré les difficultés du gouvernement Diefenbaker, le Parti libéral du Canada, mené par Lester B. Pearson, ne parvient pas à faire suffisamment de gains pour défaire le gouvernement.

## Contexte
Les libéraux tentent de dépeindre le gouvernement Diefenbaker comme étant faible et sujet à des divisions internes. Les libéraux critiquent les progressistes-conservateurs pour leur « mauvaise gestion irréfléchie des finances », la perte de vitesse de l'économie canadienne, un manque de confiance dans les politiques du gouvernement, les pertes d'emplois et un niveau de vie généralement moins élevé qu'en 1956. Les libéraux affirment également que la dévaluation rapide du dollar canadien augmentait le coût de la vie pour les Canadiens.
Les progressistes-conservateurs tentent de défendre le déclin du dollar canadien en mettant en valeur les bénéfices au secteur touristique, aux exportations, la manufacture et l'agriculture, et l'emploi. Ils nient que la dévaluation avait eu un impact sur le prix du pain, du bœuf, de l'essence et des fruits et légumes, affirmant que ces prix sont soit établis au Canada ou influencés par d'autres facteurs.
L'élection de 1962 est la première à laquelle participe le Nouveau Parti démocratique social-démocrate, formé par une alliance entre le Parti social démocratique (PSDC) et le Congrès du travail du Canada. Le parti élit en tant que premier chef l'ancien premier ministre de la Saskatchewan Tommy Douglas. Le nouveau parti parvient à récupérer le terrain perdu par le PSDC lors de l'élection fédérale de 1958, qui l'avait presque anéanti. Il gagne près de 50 % de voix de plus que les meilleurs résultats du PSDC, mais ne parvient tout de même pas à effectuer la percée majeure espérée lors de la création du parti.
Douglas ne réussit pas à remporter sa propre circonscription en Saskatchewan, et le NPD est exclu de cette province, pourtant sa base politique. La campagne de Douglas est handicapée par le chaos dans sa province engendré par la création du système universel de soins de santé et la grève des médecins saskatchewanais. Douglas est forcé de faire son entrée à la Chambre des communes à la faveur d'une élection partielle en Colombie-Britannique. Malgré les problèmes initiaux, le système de santé universel s'avère populaire, s'étendant à travers le pays, et est considéré comme la principale contribution majeure du NPD (et de Douglas) à la structure sociale du Canada.
Le Parti du Crédit social revient à la Chambre des communes après avoir perdu tous ses sièges dans l'élection de 1958. Bien que le chef Robert N. Thompson et trois autres créditistes sont élus dans l'Ouest canadien, la base traditionnelle du parti, le vrai succès du parti vient au Québec : Réal Caouette mène l'aile québécoise du parti à la victoire dans 26 circonscriptions.
Pour la première fois, le territoire entier du Canada est compris dans des circonscriptions électorales (l'ancienne circonscription de la Rivière Mackenzie est agrandie pour inclure les Territoires du Nord-Ouest en entier) et les Amérindiens et les Inuits peuvent exercer le droit de vote pour la première fois.

## Résultats

### Nationaux
|                                                                                 |                                       |                                       |                     |        |        |          |               |         |          |
| Parti                                                                           | Parti                                 | Chef                                  | Nombre de candidats | Sièges | Sièges | Sièges   | Voix          | Voix    | Voix     |
| Parti                                                                           | Parti                                 | Chef                                  | Nombre de candidats | 1958   | Élus   | % Diff.  | Nombre absolu | %       | % Diff.  |
|                                                                                 | Progressiste-conservateur             | John Diefenbaker                      | 265                 | 208    | 116    | -44,2 %  | 2 865 542     | 37,22 % | -16,35 % |
|                                                                                 | Libéral                               | Lester B. Pearson                     | 263                 | 48     | 99     | +106,3 % | 2 846 589     | 36,97 % | +3,57 %  |
|                                                                                 | Crédit social                         | R. N. Thompson                        | 230                 | -      | 30     |          | 893 479       | 11,61 % | +9,02 %  |
|                                                                                 | NPD                                   | Tommy Douglas                         | 218                 | 8      | 19     | +137,5 % | 1 044 754     | 13,57 % | +4,06 %  |
|                                                                                 | Libéral-travailliste                  |                                       | 1                   | 1      | 1      | -        | 15 412        | 0,20 %  | +0,04 %  |
|                                                                                 | Libéral indépendant                   | Libéral indépendant                   | 7                   | -      | -      | -        | 10,406        | 0,14 %  | -0,03 %  |
|                                                                                 | Indépendant                           | Indépendant                           | 11                  | -      | -      | -        | 8 084         | 0,08 %  | -0,05 %  |
|                                                                                 | Communiste                            | 12                                    | -                   | -      | -      | 6,360    | 0,08 %        | -0,05 % |          |
|                                                                                 | Inconnu                               | Inconnu                               | 4                   | *      | -      | *        | 2 783         | 0,04 %  | *        |
|                                                                                 | Progressiste-conservateur indépendant | Progressiste-conservateur indépendant | 4                   | *      | -      | *        | 2 713         | 0,04 %  | *        |
|                                                                                 | Candidat libéral des électeurs        |                                       | 1                   | *      | -      | *        | 1 836         | 0,02 %  | *        |
|                                                                                 | Capital familial                      | Henri-Georges Grenier                 | 1                   |        | -      |          | 393           | 0,01 %  | -0,01 %  |
|                                                                                 | Co-operative Builders of Canada       | Co-operative Builders of Canada       | 1                   | *      | -      | *        | 261           | x       | *        |
|                                                                                 | All Canadian Party                    | All Canadian Party                    | 1                   | *      | -      | *        | 189           | x       | *        |
|                                                                                 | Ouvrier indépendant                   | Ouvrier indépendant                   | 1                   | *      | -      | *        | 152           | x       | *        |
| Total                                                                           | Total                                 | Total                                 | 1 016               | 265    | 265    | -        | 7 698 953     | 100 %   |          |
| Sources : http://www.elections.ca — Historique des circonscriptions depuis 1867 |                                       |                                       |                     |        |        |          |               |         |          |

Notes :
- * : n'a pas présenté de candidats lors de l'élection précédente
- x : moins de 0,005 % des voix

### Par province
| Parti                                 | Parti                          | Parti      | C-B  | AB   | SK   | MB   | ON   | QC   | N-B  | N-É  | ÎPE  | T-N  | TNO  | YK   | Total |
| ------------------------------------- | ------------------------------ | ---------- | ---- | ---- | ---- | ---- | ---- | ---- | ---- | ---- | ---- | ---- | ---- | ---- | ----- |
|                                       | Progressiste-conservateur      | Sièges :   | 6    | 15   | 16   | 11   | 35   | 14   | 4    | 9    | 4    | 1    | 1    | -    | 116   |
|                                       | Progressiste-conservateur      | Voix (%) : | 27,3 | 42,8 | 50,4 | 41,6 | 39,2 | 29,6 | 46,5 | 47,3 | 51,3 | 36,0 | 55,0 | 47,8 | 37,2  |
|                                       | Libéral                        | Sièges :   | 4    | -    | 1    | 1    | 43   | 35   | 6    | 2    | -    | 6    | -    | 1    | 99    |
|                                       | Libéral                        | Voix (%) : | 27,3 | 19,4 | 22,8 | 31,3 | 41,0 | 39,2 | 44,4 | 42,4 | 43,3 | 59,0 | 45,0 | 52,2 | 37,0  |
|                                       | Crédit social                  | Sièges :   | 2    | 2    | -    | -    | -    | 26   | -    | -    | -    | -    |      |      | 30    |
|                                       | Crédit social                  | Voix (%) : | 14,2 | 29,2 | 4,6  | 6,8  | 1,8  | 26,0 | 3,6  | 0,8  | 0,2  | 0,1  |      |      | 11,6  |
|                                       | NPD                            | Sièges :   | 10   | -    | -    | 2    | 6    | -    | -    | 1    | -    | -    |      |      | 19    |
|                                       | NPD                            | Voix (%) : | 30,9 | 8,4  | 22,1 | 19,7 | 17,2 | 4,4  | 5,3  | 9,4  | 5,2  | 4,9  |      |      | 13,6  |
|                                       | Libéral-travailliste           | Sièges :   |      |      |      |      | 1    |      |      |      |      |      |      |      | 1     |
|                                       | Libéral-travailliste           | Voix (%) : |      |      |      |      | 0,6  |      |      |      |      |      |      |      | 0,2   |
|                                       | Total sièges                   |            | 22   | 17   | 17   | 14   | 85   | 75   | 10   | 12   | 4    | 7    | 1    | 1    | 265   |
| Partis n'ayant remporté aucun siège : |                                |            |      |      |      |      |      |      |      |      |      |      |      |      |       |
|                                       | Libéral indépendant            | Voix (%) : |      | 0,1  |      |      |      | 0,5  | 0,2  |      |      |      |      |      | 0,1   |
|                                       | Indépendant                    | Voix (%) : | xx   | 0,1  |      | 0,3  | 0,1  | 0,2  |      |      |      |      |      |      | 0,1   |
|                                       | Communiste                     | Voix (%) : | 0,2  |      | 0.1  | 0,6  | 0,1  | xx   |      |      |      |      |      |      | 0,1   |
|                                       | Inconnu                        | Voix (%) : |      |      |      |      | 0,1  | xx   |      | 0,1  |      |      |      |      | xx    |
|                                       | PC indépendant                 | Voix (%) : |      |      |      |      |      | 0,1  |      |      |      |      |      |      | xx    |
|                                       | Candidat libéral des électeurs | Voix (%) : |      |      |      |      |      | 0.1  |      |      |      |      |      |      | xx    |
|                                       | Capital familial               | Voix (%) : |      |      |      |      |      | xx   |      |      |      |      |      |      | xx    |
|                                       | Co-operative Builders          | Voix (%) : |      |      |      |      | xx   |      |      |      |      |      |      |      | xx    |
|                                       | All Canadian Party             | Voix (%) : |      | xx   |      |      |      |      |      |      |      |      |      |      | xx    |
|                                       | Ouvrier indépendant            | Voix (%) : |      |      |      |      |      | xx   |      |      |      |      |      |      | xx    |

xx : moins de 0,05 % des voix